# Guds spelemän
 (mars 2020).
Albums de Garmarna
Vittrad
(1994) Vedergällningen
(1999)
Guds spelemän est le deuxième album du groupe suédois Garmarna, sorti en 1996. Toutes les chansons à l'exception de Njaalkeme, qui est chanté en same du sud, sont chantées en suédois. Le titre de l'album peut être traduit en français par « Les  violoneux de Dieu ».

## Réception
Allmusic déclare qu'avec leur album, Garmarna, a réussi à garder une approche légère et gracieuse et présente le contenu de leurs chansons comme « ayant même pu perturber les frères Grimm ».
L'album se place en haut des CMJ New Music charts et atteint la cinquième place du top 25 de la Canadian Broadcasting Corporation et de la Societe-Radio Canada .
L'album remporte la catégorie « Album de l'année » aux Grammy Awards Suédois et le groupe reçoit le Iron Gustav Award grâce à leur performance au Malzhaus Festival 1996.

## Pistes
1. Herr Mannelig (Sir Mannelig) – 6:22
2. Vänner och Fränder (Friends and Relatives) – 5:11
3. "Halling från Makedonien (Halling from Macedonia)" – 2:45
4. "Min Man (My Husband)" – 4:20
5. "Varulven (Werewolf)" – 4:55
6. "Hilla Lilla" – 6:19
7. "Drew Drusnaar/Idag som igår (Today as before)" – 2:46
8. "Njaalkeme (Hunger)" – 5:05
9. "Herr Holger (Sir Holger)" – 4:58
10. "Guds Spelemän (The Fiddlers of God)" – 5:27

## Personnel
- Stefan Brisland-Ferner : violon, viole, vielle à roue, guitare, sampler
- Emma Härdelin : chant, violon
- Jens Höglin : batterie, percussion
- Gotte Ringqvist : guitare, luth, violon
- Rickard Westman : guitare, basse, e-bow, guimbarde

### Écriture
Les chansons de l'album sont toutes des chansons traditionnelles suédoises, excepté les titres Drew Drusnaar/Idag som igår et Guds Spelemän écrit par Garmarna. Mais la musique a quasiment totalement été réécrite.